# San Lorenzo (Olaszország)
San Lorenzo község (comune) Calabria régiójában, Reggio Calabria megyében.

## Fekvése
A megye déli részén fekszik. Határai: Bagaladi, Condofuri, Melito di Porto Salvo, Montebello Ionico és Roccaforte del Greco.

## Története
A település első írásos említése a 15. századból származik, habár a területén álló egykori baziliánus kolostort a 9. században alapították.  A 19. században nyerte el önállóságát, amikor a Nápolyi Királyságban felszámolták a feudalizmust.

## Népessége
A népesség számának alakulása:

## Főbb látnivalói
- Madonna della Neve-templom
- Madonna della Cappella-templom